# 537 (číslo)
Pět set třicet sedm je přirozené číslo. Následuje po čísle pět set třicet šest a předchází číslu pět set třicet osm. Římskými číslicemi se zapisuje DXXXVII a řeckými číslicemi φλζ.

## Matematika
537 je:
- Deficientní číslo
- Poloprvočíslo
- Nešťastné číslo

## Astronomie
- (537) Pauly je planetka hlavního pásu, kterou objevil v roce 1904 Auguste Charlois

## Roky
- 537
- 537 př. n. l.